# Greeley (Kansas)
Greeley és una població dels Estats Units a l'estat de Kansas. Segons el cens del 2000 tenia 327 habitants.

## Demografia
Segons el cens del 2000, Greeley tenia 327 habitants, 134 habitatges, i 88 famílies. La densitat de població era de 332,3 habitants/km².
Dels 134 habitatges en un 31,3% hi vivien nens de menys de 18 anys, en un 55,2% hi vivien parelles casades, en un 5,2% dones solteres, i en un 34,3% no eren unitats familiars. En el 26,1% dels habitatges hi vivien persones soles el 12,7% de les quals corresponia a persones de 65 anys o més que vivien soles. El nombre mitjà de persones vivint en cada habitatge era de 2,44 i el nombre mitjà de persones que vivien en cada família era de 3,01.
Per edats la població es repartia de la següent manera: un 27,8% tenia menys de 18 anys, un 8% entre 18 i 24, un 28,4% entre 25 i 44, un 20,2% de 45 a 60 i un 15,6% 65 anys o més.
L'edat mediana era de 34 anys. Per cada 100 dones de 18 o més anys hi havia 101,7 homes.
La renda mediana per habitatge era de 39.063 $ i la renda mediana per família de 43.393 $. Els homes tenien una renda mediana de 35.556 $ mentre que les dones 18.750 $. La renda per capita de la població era de 24.591 $. Entorn del 7,1% de les famílies i el 8,3% de la població estaven per davall del llindar de pobresa.

## Poblacions més properes
El següent diagrama mostra les poblacions més properes.